# Халил Иналџик
Халил Иналџик (тур. Halil İnalcık; Истанбул, 26. мај 1916 — 25. јул 2016) био је турски историчар.

## Биографија
1940 је завршио студије историје на Факултету за језик, историју и географију Универзитета у Анкари, затим је докторирао 1942 дисертацијом Танзимат и бугарско питање. 1943 је започео рад на истом факултету, 1953 је постао редовни професор. Од 1956 до 1972 је предавао историју турске администрације и историју турске револуције на Факултету политичких наука у Анкари. Од 1972 до 1986 је предавао на Универзитету у Чикагу. Као професор по позиву предавао је на америчким универзитетима Колумбија, Принстон, Пенсилванија и Харвард. Од 1991 води постдипломске студије на Билкент универзитету у Анкари.
Од 1971 до 1974 је био председник Међународног удружења за студије југоисточне Европе. Члан је Турског историјског друштва, почасни члан Краљевског азијског друштва у Лондону, дописни члан Краљевског историјског друштва у Лондону, инострани члан САНУ (1991). Учествује у уређивању неколико стручних часописа (Archivum Ottomanicum, Turcica), и члан је Извршног комитета другог издања Енциклопедије ислама. Посвећен му је цео 10. број часописа Journal of Turkish Studies.

## Дело
Иналџик спада међу историчаре Османског царства који су научном обрадом извора увели турску историографију у ред модерних светских историографија. Посебно се бавио периодом од XIV до XVII века. Обрађивао је привредну, друштвену, и културну историју Османског царства, историју институција и њихов утицај на новоосвојено византијско, српско и угарско подручје. Многи од његових радова, од којих су неки преведени и на српски језик, непосредно се тичу историје српског народа. Његов приручник Османско царство. Класично доба 1300—1600 сматра се класичним делом. Писац је на десетине чланака другог издања Енциклопедије ислама.
Важнији радови за српску историју су:
- (са Р. Анхегером).
- Османско царство. Класично доба 1300—1600, Београд 1974.
- (са М. Огузом).
- [збирка објављених чланака].
- [збирка објављених чланака].
- [збирка објављених чланака].
- [збирка објављених чланака].